# 507
507 (DVII) je bilo navadno leto, ki se je po julijanskem koledarju začelo na ponedeljek.

## Dogodki
- Bitka pri Vouilléu med Franki Klodvika I. in Vizigoti Alarika II..

## Smrti
Neznan datum
- Alarik II., kralj Vizigotov (* okoli 466)